# Intercity-Express

Takt a rychlosti německé sítě ICE (2018)

Intercity-Express (zkráceně ICE) je označení vysokorychlostních vlaků, provozovaných společností Deutsche Bahn (DB) na území Německa a v některých sousedních zemích (Rakousko, Švýcarsko, Nizozemsko, Belgie, Francie). Starší zápis názvu InterCityExpress se ještě používá ve Švýcarsku a Rakousku. Jedná se o nejvyšší kategorii služeb po železnici a vlajkový vlak německé státní železnice Deutsche Bahn. V současné době[kdy?] je v provozu 259 vlakových souprav. V systému jízdného Deutsche Bahn jsou vlaky ICE nejvyšší kategorií (třída A). Jejich ceny se nepočítají na pevnou tabulku na kilometr jako u jiných vlaků, ale místo toho mají pevné ceny za spojení mezi stanicemi, které se vybírají z důvodu vyšší úrovně pohodlí vlaků ICE. Cestují rychlostí až 320 km/h (200 mph) a jsou přizpůsobeny obchodním cestujícím nebo cestujícím na dlouhé vzdálenosti a jako alternativa k letům je prodává společnost Deutsche Bahn.
Kromě domácího použití lze vlaky vidět také v zemích sousedících s Německem. Existují například linky ICE 1 do Basileje a Curychu. Vlaky ICE 3 jezdí také do Lutychu a Bruselu a nižší rychlostí do Amsterdamu. 10. června 2007 byla otevřena nová trať mezi Paříží a Frankfurtem/Stuttgartem, kterou společně provozují vlaky ICE a TGV. Vlaky ICE do Londýna přes tunel pod Lamanšským průlivem byly plánovány na rok 2018, avšak společnost DB uvedla, že čeká na nové kolejové vozidlo třídy 407, než bude moci trasu provozovat. Společnost DB obdržela certifikát k provozování vlaků tunelem v červnu 2013. Zatímco vlaky ICE 3M provozují službu Paříž-Frankfurt (s výjimkou vlaků 9553/9552, které jezdí s vybavením TGV Duplex a jsou obsluhovány posádkou s pracovníky SNCF i DB), TGV SNCF jezdí z Paříže do Mnichova (přes Stuttgart), se smíšenými posádkami v obou vlacích. Německé a rakouské vlaky ICE T jezdí do Vídně.
Španělský železniční dopravce RENFE také používá vlaky založené na ICE 3 (Siemens Velaro) s názvem AVE Class 103, které jsou certifikovány pro provoz při rychlostech až 350 km/h (220 mph). Širší varianty si objednala Čína pro meziměstské železniční spojení Peking – Tchien-ťin (CRH 3) a Rusko pro trasy Moskva – Petrohrad a Moskva – Nižnij Novgorod (Velaro RUS).

## Jednotky ICE
Výrobcem jednotek je konzorcium vedené firmou Deutsche Waggonbau AG a včetně Siemens AG, DUEWAG a Fiat Ferroviaria. Mimo zakázek pro německé dráhy vyrobilo vlaky rovněž pro Španělsko a dostalo objednávku z Ruska a Číny.

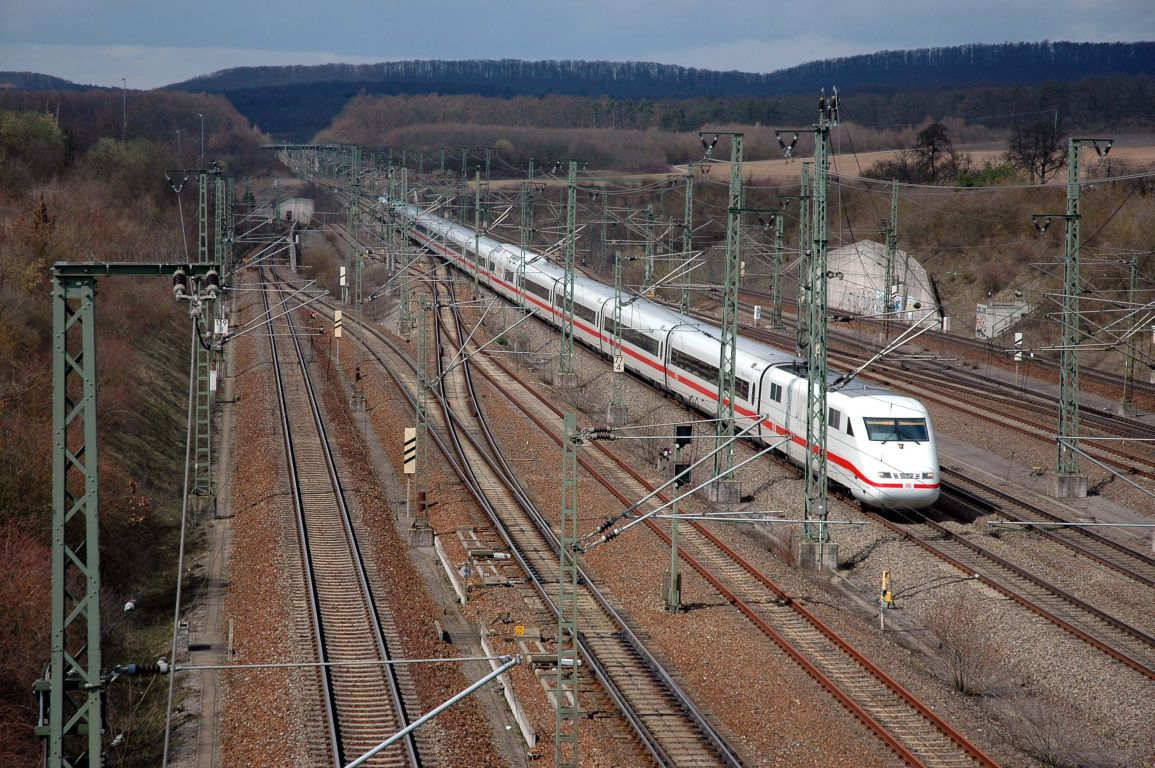
Jednotka ICE 1 u obce Vaihingen (Enz), Německo.
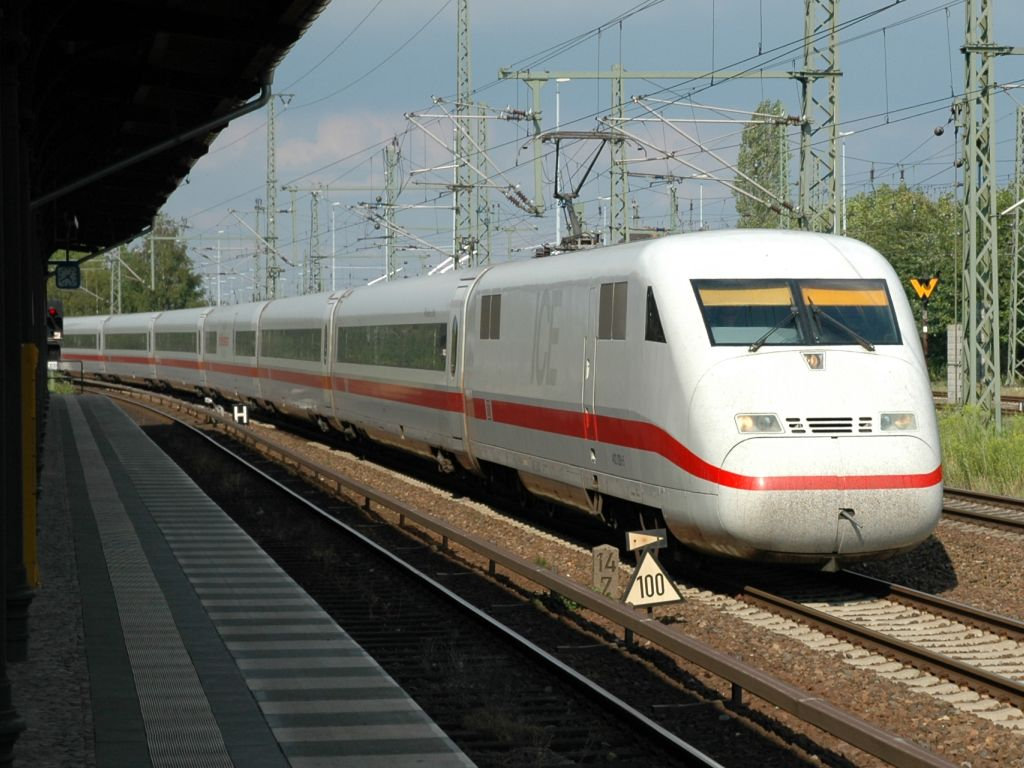
Jednotka ICE 2 v Berlíně-Grunewaldu
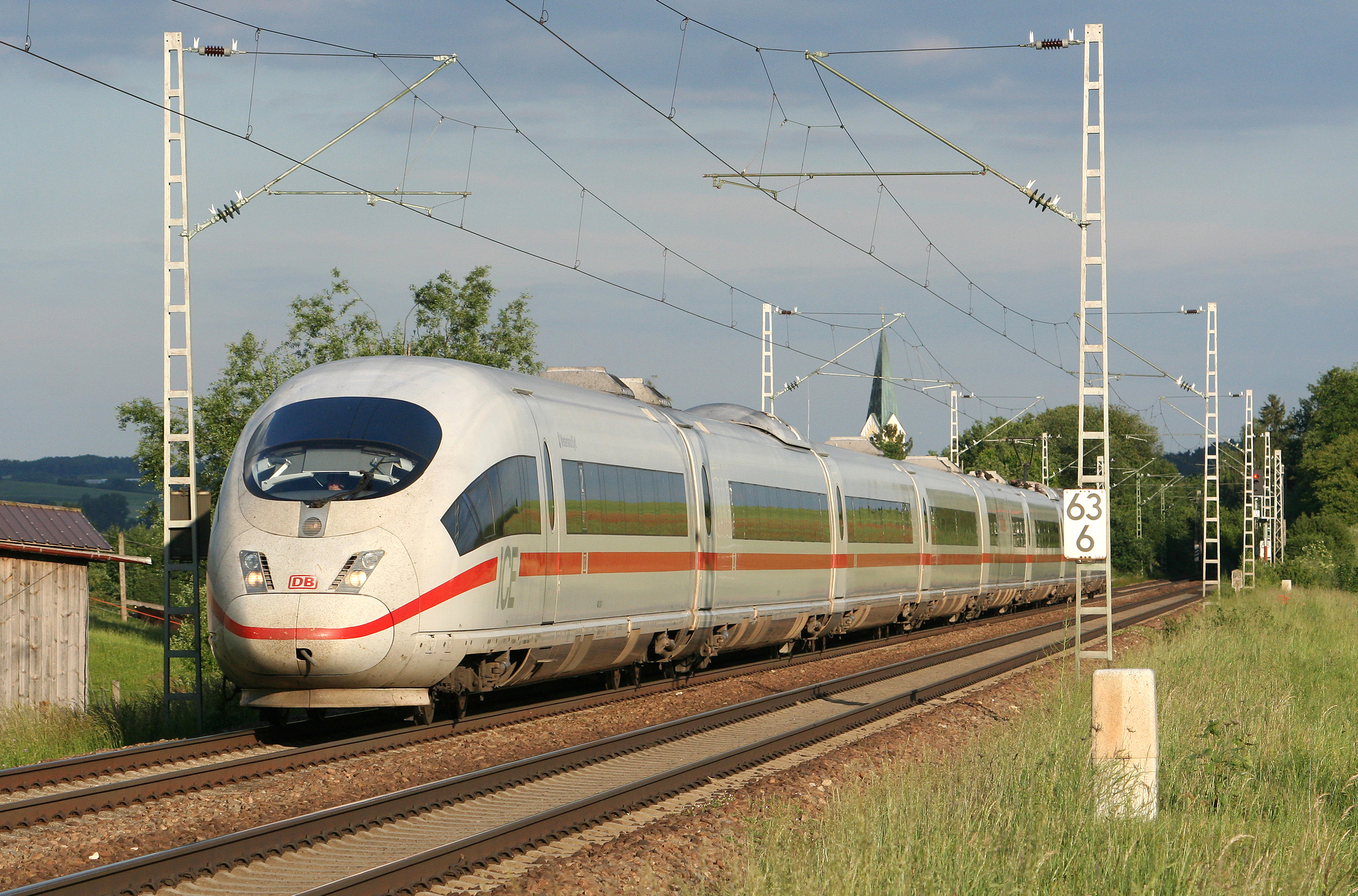
ICE 3 DB
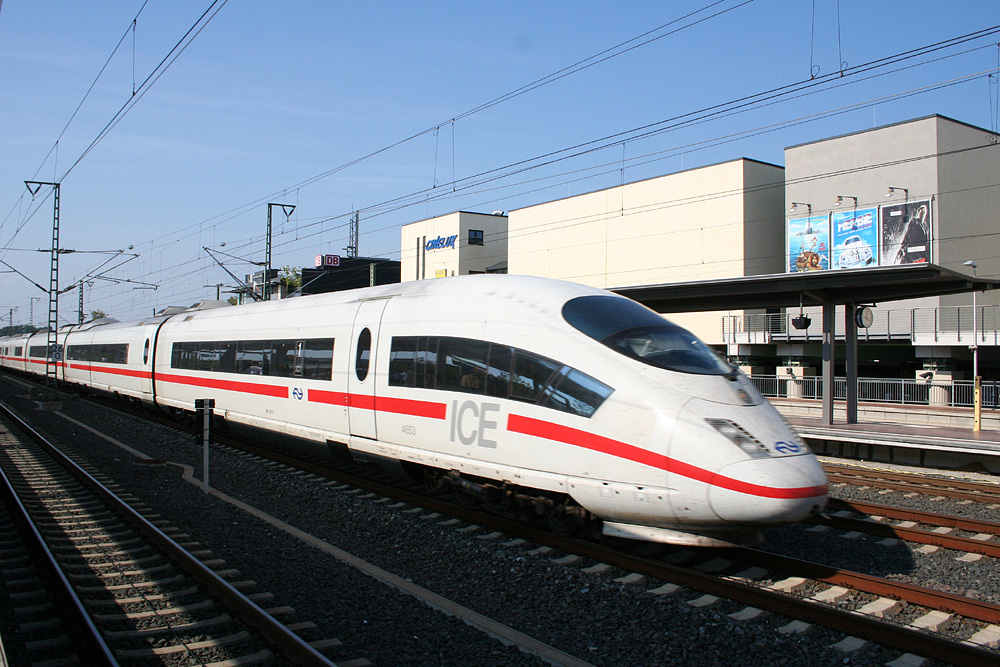
ICE 3 NS
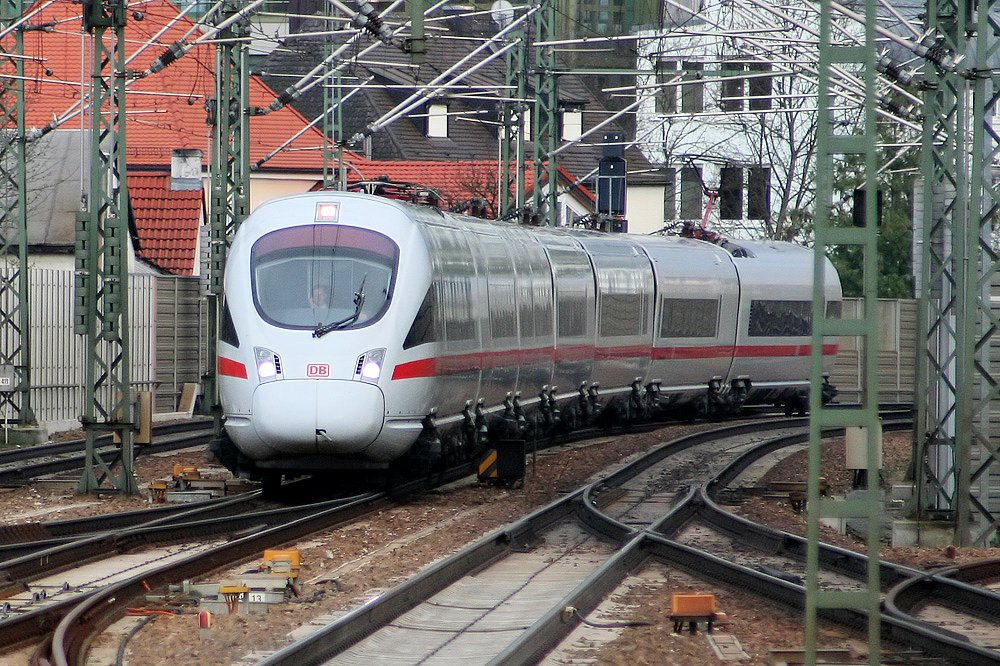
ICE-T DB
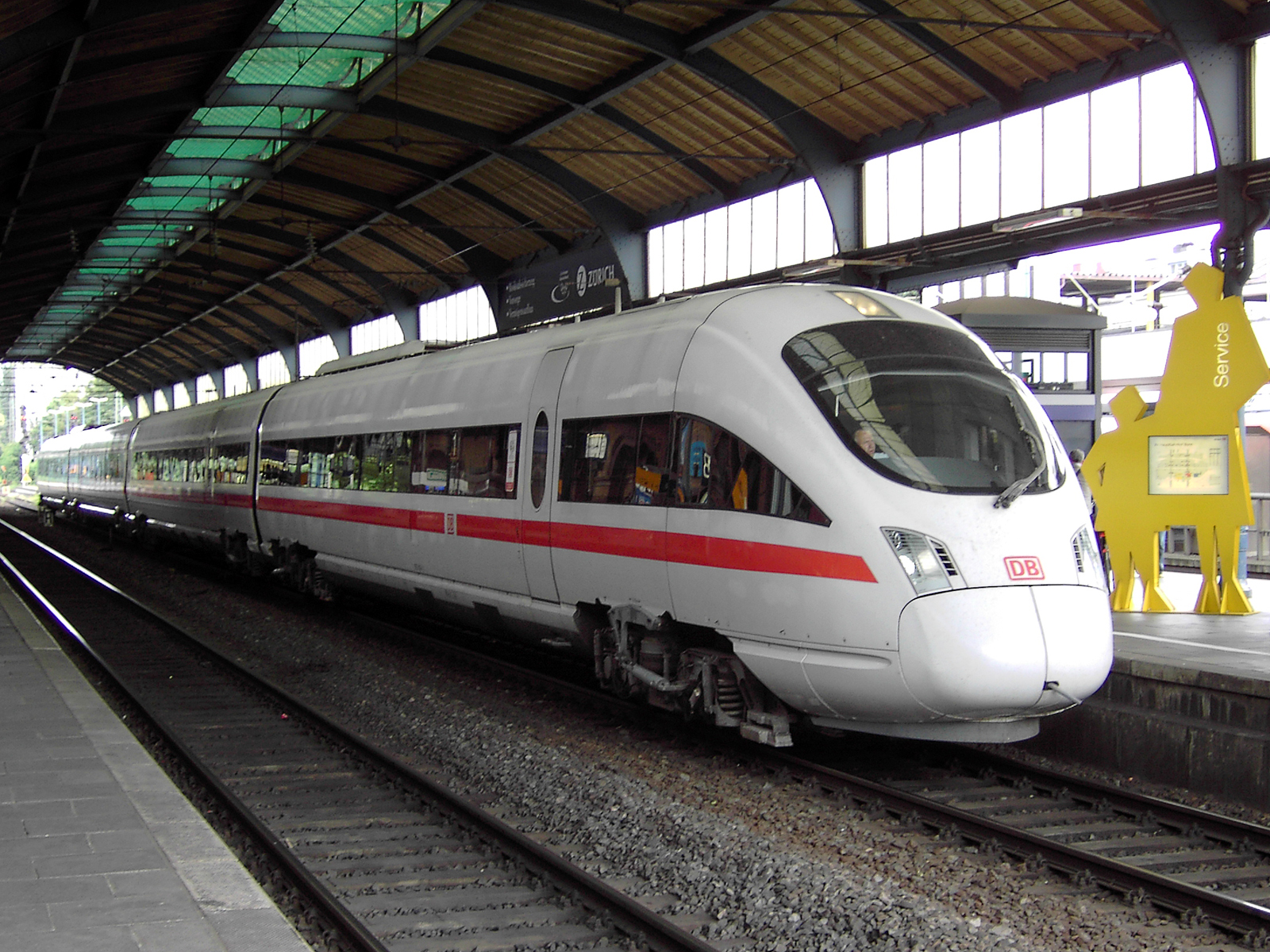
ICE-TD DB

Od počátku výroby v 80. letech bylo vyvinuto několik sérií:
| označení                     | řada                                 | konstrukční rychlost [km/h] | výkon [kW]    | rok výroby  | poznámka                                                                |
| ---------------------------- | ------------------------------------ | --------------------------- | ------------- | ----------- | ----------------------------------------------------------------------- |
| ICE-V                        | 410.0                                | -                           | 8400 (2×4200) | 1985        | prototyp (InterCityExperimental)                                        |
| ICE 1                        | 401                                  | 280                         | 9600 (2×4800) | 1991        | 1. generace                                                             |
| ICE 2                        | 402                                  | 280                         | 4800          | 1996        | 2. generace; poloviční délka oproti ICE1 (možnost spojení dvou souprav) |
| ICE S                        | 410.1                                | 393                         | 9600 (2×4800) | 1997        | prototyp                                                                |
| ICE 3                        | 403-jednosystémová 406-vícesystémová | 330                         | 8000 (16×500) | 2000        | 3. generace                                                             |
| ICE 3 / Velaro E / AVE S-103 | 103                                  | 350                         | 8800 (16×550) | 2007 - 2008 | 3. generace; v provozu na tratích RENFE                                 |
| ICE 3 / Velaro RUS           |                                      | 350                         | 8800 (16×550) |             | 3. generace; pro trať Moskva - St.Peterburg                             |
| ICE 3 / Velaro CN / CRH 3    |                                      | 350                         | 8800 (16×550) |             | 3. generace; pro Čínu                                                   |
| ICE-T                        | 411                                  | 230                         | 4000 (8×500)  | 1998        | naklápěcí; 7 vozů označení výrobce: ICT                                 |
| ICE-T                        | 415                                  | 230                         | 3000 (4×750)  | 1998        | naklápěcí; 5 vozů označení výrobce: ICT                                 |
| ICE-TD                       | 605                                  | 200                         | 2240 (4×560)  | 1998        | naklápěcí; diesel označení výrobce: ICT-D, ICT-VT                       |

## Síť vlaků ICE

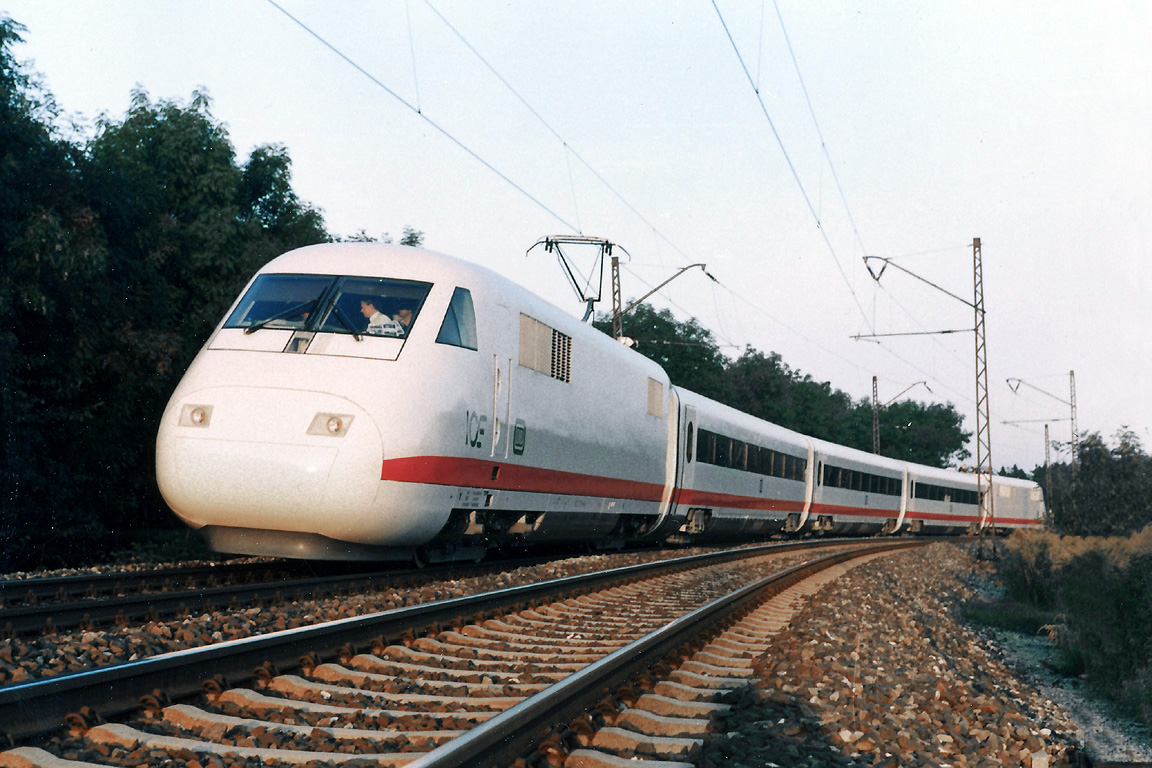
InterCityExperimental (ICE V) poprvé jako plnohodnotný vlak poblíž Mnichova, září 1985

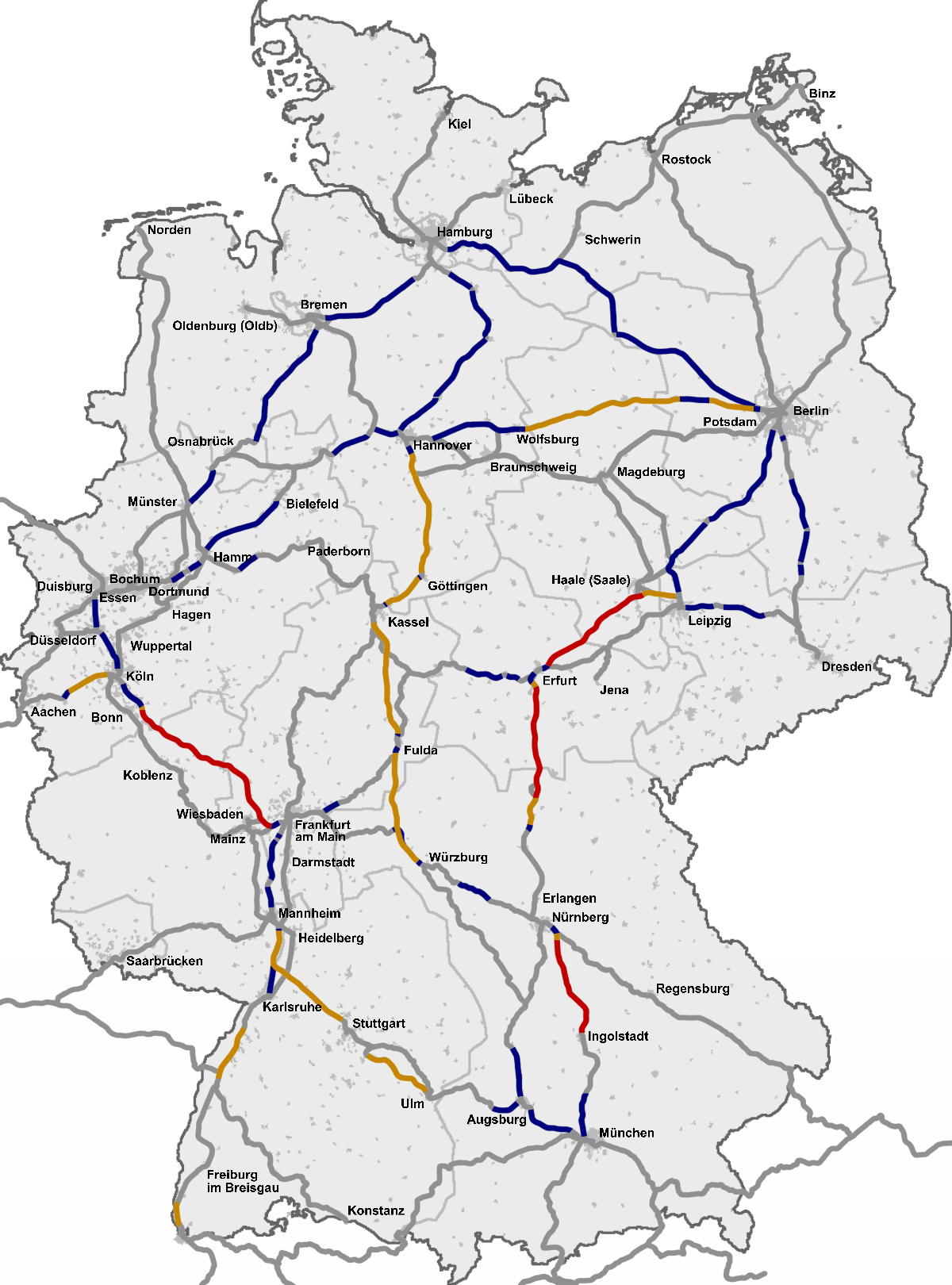
Síť vlaků ICE v Německu
Novostavby (NBS) do 300 km/h
Novostavby (NBS) do 280 km/h
Rekonstruované tratě (ABS) 200 - 230 km/h
Ostatní do 160 km/h

Síť vlaků ICE obsluhuje okolo 180 stanic. Vlaky jsou provozovány na trasách v jednohodinovém nebo dvouhodinovém taktu. Na částech tras jezdí pouze jednotlivé vlaky mimo takt. Z 130 stanic ICE v Německu je okolo 80 stanic obsluhováno alespoň ve dvouhodinovém taktu, z 50 stanic v zahraničí je takto obsluhováno okolo 15 stanic. Na některých tratích je z důvodů překrývání více tras ICE dosahováno půlhodinového taktu (Norimberk – Mnichov, Kolín nad Rýnem – Frankfurt nad Mohanem, Göttingen – Kassel – Fulda).
Oproti jiným vysokorychlostním systémům v Evropě i mimo ni je systém ICE s průměrnou vzdáleností mezi stanicemi 70 km výjimečný. Vyplývá to z polycentrické struktury rozmístění velkých sídel v Německu, které nemá jedno velké centrum jako jsou např. Paříž, Madrid nebo Tokio. Z tohoto pohledu je také kritizována nevyváženost tras systému: malá města jako Horb na Neckaru a Rottweil (cca 26 000 obyvatel), Montabaur (12 500 obyvatel), Oldenburg v Holštýnsku (9 700 obyvatel) patří k nejmenším městům obsluhovaným pravidelně systémem ICE.[zdroj?] Naopak existují velká města jako Mönchengladbach (262 000 obyvatel) nebo Chemnitz (245 000 obyvatel), která jsou obsluhována pouze vlaky InterCity.[zdroj?]
Vedení nových tratí a výstavba stanic na nich jsou často předmětem sporů. Např. v rámci projektování trati Rhein/Main – Rhein/Neckar se vede dlouholetý spor o to zda má být Mannheimské hlavní nádraží přímo napojeno na tuto trať nebo má město obcházet a provoz v úseku Stuttgart – Frankfurt nad Mohanem tak být provozován bez zastavení.
Vysokorychlostní doprava (s rychlostmi nad 200 km/h včetně) může v Německu využívat mnoho tratí. Vedle rekonstruovaných tratí, které jsou na rychlost 200 km/h rekonstruovány již od 60. let, bylo od roku 1991 uvedeno do provozu pět nově vystavěných vysokorychlostních tratí pro rychlosti 250–300 km/h, další jsou stavěny nebo plánovány. Vedle vysokorychlostních tratí využívají vlaky ICE i běžnou železniční síť pro rychlosti do 160 km/h. Nejdelší úseky s nejnižší rychlostí, které jsou vlaky ICE pravidelně pojížděny jsou stoupání u Geislingeru (70 km/h na 7 km), na Frankenwaldbahn (12 km 70 km/h, pro vozy s naklápěcí technikou 80–110 km/h) a úseky tunelů Schwarzkopftunnel (70 km/h). Dokončením plánovaných úseků budou odstraněny mezery v německé vysokorychlostní síti.